# Borislawitz
Borislawitz (polnisch Borzysławice; 1935–1945: Saßstädt) ist ein Ort in der Landgemeinde Pawlowitzke im Powiat Kędzierzyńsko-Kozielski der Woiwodschaft Opole in Polen.

## Geografie

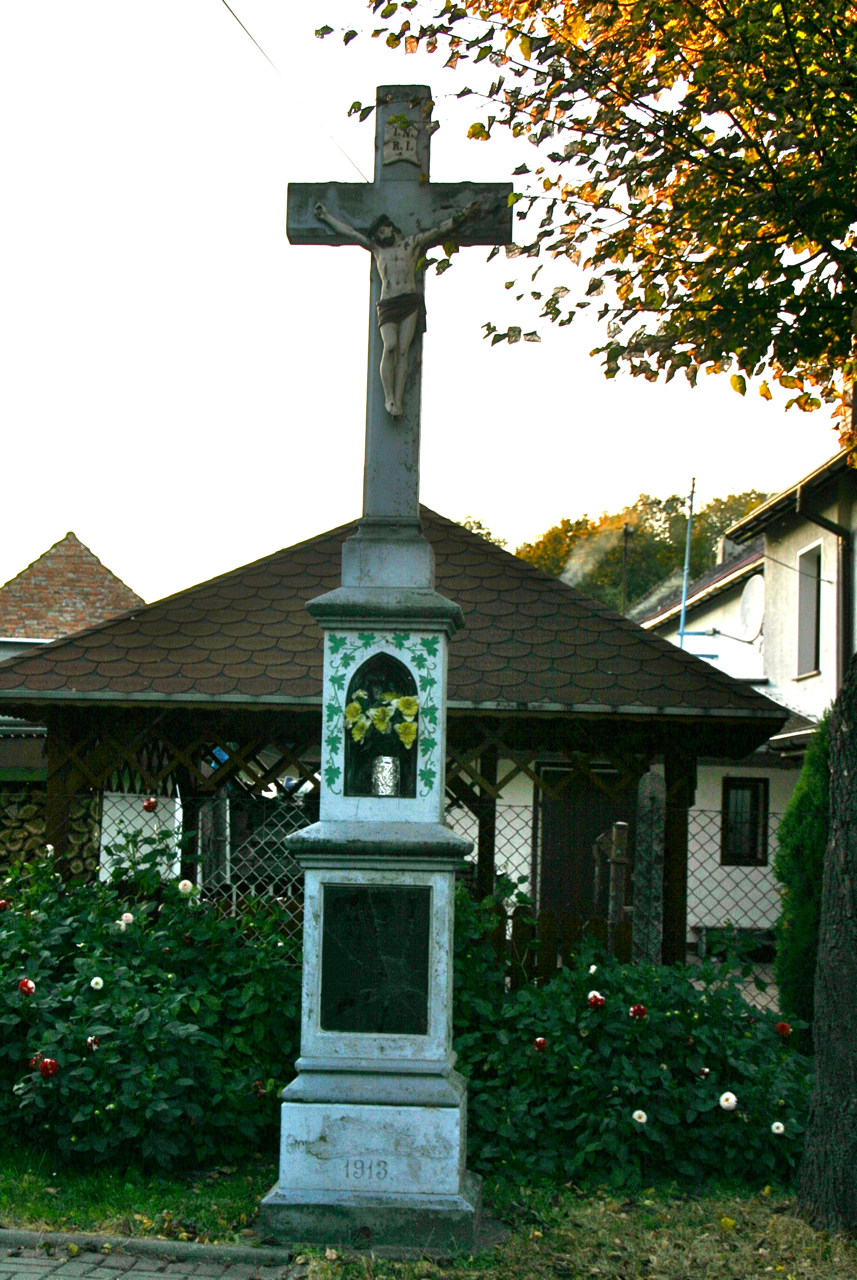
Wegkreuz

Borislitz liegt rund vier Kilometer westlich von Pawłowiczki (Pawlowitzke), 19 Kilometer südwestlich von  Kędzierzyn-Koźle (Kandrzin-Cosel) und 47 Kilometer südlich von Opole (Oppeln).

## Geschichte
„Borislavitz“ wurde erstmals 1295–1305 im Breslauer Zehntregister Liber fundationis episcopatus Vratislaviensis urkundlich erwähnt. Es gehörte damals zum Herzogtum Cosel, das bereits 1289 als ein Lehen an die Krone Böhmen gelangt war.
Nach dem Schlesischen Krieg 1742 fiel Borislawitz mit dem größten Teil Schlesiens an Preußen. Damals gehörte das Rittergut Borislawitz dem Adelsgeschlechtes Larisch. 1772 verehelichte sich die Witwe Helena Benigna von Larisch mit dem Freiherrn Gerhard von Saß, dem damaligen Kommandanten der Festung Cosel. Gerhard von Saß gründete um 1780 das Städtchen „Borislawitz“, das den Status eines Marktfleckens erhielt, und besiedelte es mit Webern aus Böhmen und Mähren, Handwerkern sowie einem Händler. Es soll eine katholische Gegengründung zu dem benachbarten Gnadenfeld gewesen sein. Die Benennung des Städtchens als „Klein Berlin“, wie es der Gründer wünschte, wurde jedoch abgelehnt.
1783 wurde „Borzislawi(t)z“ bzw. „Eberstelig“ in den Beyträge(n) zur Beschreibung von Schlesien erwähnt. Damals hatte es 148 Einwohner, ein Vorwerk, eine Windmühle und 23 Gärtner. 
Ab 1816 gehörte es zum Landkreis Cosel, mit dem es bis 1945 verbunden blieb. Es konnte sich wirtschaftlich nicht entfalten und blieb ein unbedeutender Marktflecken ohne eigene Kirche. 1825 gab es nur noch fünf Webermeister mit zwei Gesellen und einem Lehrling. 1865 bestand es aus einem Rittergut und einem Marktflecken mit sechs Gärtner- und 22 Häuslerstellen. Die katholischen Bewohner waren nach Kostenthal eingepfarrt, die evangelischen nach Cosel. 1874 wurde es zusammen mit den Landgemeinden Borislawitz, Kostenthal Dorf, Kostenthal Freiheit und Mierzenzin sowie dem Gutsbezirk Borislawitz dem Amtsbezirk Kostenthal eingegliedert.
Bei der Volksabstimmung in Oberschlesien am 20. März 1921 stimmten 121 Wahlberechtigte für einen Verbleib Oberschlesiens bei Deutschland und 28 für eine Zugehörigkeit zu Polen. Borislawitz verblieb nach der Teilung Oberschlesiens beim Deutschen Reich. Am 8. Juli 1935 wurde der Ort im Zuge einer Welle von Ortsumbenennungen der NS-Zeit in Saßstädt umbenannt.
Als Folge des Zweiten Weltkriegs fiel grt bis dahin deutsche Ort Borislawitz 1945 mit dem größten Teil Schlesiens unter polnische Verwaltung. Nachfolgend wurde es in Borzysławice umbenannt. Von 1945 bis 1950 gehörte es zur Woiwodschaft Schlesien und danach zur Woiwodschaft Opole. 1975 wurde der Powiat Kozielski aufgelöst. 1999 wurde es dem neu gegründeten Powiat Kędzierzyńsko-Kozielski zugeteilt. Am 30. September 2014 erhielt der Ort zusätzlich den amtlichen deutschen Ortsnamen Borislawitz.

## Sehenswürdigkeiten
- Die Schlossanlage stammt vom Ende des 18. Jahrhunderts. Sie ist von einem Landschaftspark umgeben, in dem sich ein Vorwerk befindet.
- Ruine des klassizistischen Mausoleums für Generalleutnant Gerhard von Saß aus dem Jahr 1790.[6]
- Wegkreuze

## Persönlichkeiten
- Joseph Breitkopf-Cosel